# Ardisia tacanensis
Ardisia tacanensis är en viveväxtart som beskrevs av Cyrus Longworth Lundell. Ardisia tacanensis ingår i släktet Ardisia och familjen viveväxter. Inga underarter finns listade i Catalogue of Life.